# Legalidad de la guerra de Irak

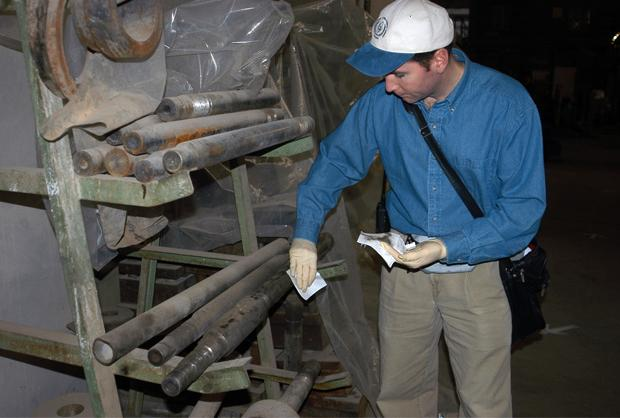
Un inspector de armas de la ONU en Irak.

La legalidad de la invasión y la ocupación de Irak ha sido ampliamente debatida desde que los Estados Unidos, Reino Unido, Australia, Polonia y una coalición de otros países lanzó la invasión de Irak de 2003. 
El entonces Secretario General de las Naciones Unidas Kofi Annan dijo en septiembre de 2004: "Desde nuestro punto de vista y el punto de vista de Carta de la ONU, [la guerra] fue ilegal." Muchos de los dirigentes políticos de los EE. UU. y Reino Unido han argumentado que la guerra era legal, mientras muchos expertos legales y otros dirigentes internacionales han argumentado que fue ilegal. 
Oficiales de EE. UU. y del Reino Unido han argumentado que las resoluciones existentes del Consejo de Seguridad de las Naciones Unidas relativas a la Guerra de Golfo y el subsiguiente alto el fuego (660, 678), y las posteriores inspecciones de programas de armas iraquíes (1441), ya autorizaban la invasión. Los críticos de la invasión han desafiado ambas aserciones, arguyendo que una resolución adicional del Consejo de Seguridad, el cual los EE. UU. y Reino Unido fallaron para obtener, habría sido necesaria para específicamente autorizar la invasión.
El Consejo de Seguridad de las ONU, como se indica en el Artículo 39 de la Carta de las Naciones Unidas, tiene la capacidad de legislar en la legalidad de la guerra, pero aun no ha se le ha solicitado hacer así por ninguna nación miembro de la ONU. Los Estados Unidos y el Reino Unido tienen poder de veto en el Consejo de Seguridad, así que la acción de este es altamente improbable incluso si el asunto fuera levantado. A pesar de esto, la Asamblea General de las Naciones Unidas  puede solicitar que la Corte Internacional de Justicia (CIJ) —"el principal órgano judicial de las Naciones Unidas" (Artículo 92)—de o una "opinión asesora" o un "juicio" en la legalidad de la guerra. Así, la Asamblea General solicitó a la CIJ asesoría sobre "las consecuencias legales que surgen de la construcción del muro llevada a cabo por Israel", por su resolución A/RES/ES-10/14, el 12 de diciembre de 2003; a pesar de oposición de miembros permanentes del Consejo de Seguridad. Se consiguió esto por sentarse en la décima sesión especial de emergencia, bajo el marco de la Resolución 377 de la Asamblea General de las Naciones Unidas.

## Ley internacional

### Corte Internacional de Justicia
La Corte Internacional de Justicia, a veces conocida como la Corte Mundial, es el órgano judicial principal de las Naciones Unidas. La Asamblea General o el Consejo de Seguridad pueden pedir que el Tribunal Internacional de Justice proporcione una opinión asesora en cualquier cuestión legal. Cualquier órgano o agencia de la ONU autorizado por la Asamblea General también puede pedir al CIJ una opinión de asesoría.

## Principales razones jurídicas
La Carta de Naciones Unidas es la fundación de la ley internacional moderna. La Carta de la ONU es un tratado ratificado por los EE. UU. y sus principales aliados de coalición en la invasión de Irak de 2003, los cuales son por tanto legalmente obligados por sus términos. El Artículo 2(4) de la Carta de ONU generalmente prohíbe el uso de la fuerza por estados excepto cuando cuidadosamente se dan condiciones circunscritas, declarando:

Todos los miembros refrenarán en sus relaciones internacionales de la amenaza o el uso de fuerza contra la integridad territorial o independencia política de cualquier estado, o en cualquier otra manera inconsistente con los propósitos de las Naciones Unidas.

Esta regla fue "consagrada en la Carta de Naciones Unidas en 1945 por una buena razón: para impedir a los estados de utilizar fuerza cuando se sentían inclinados", dijo el Secretario General de la Comisión Internacional de Juristas Louise Doswald-Beck.
Por lo tanto, en la ausencia de un ataque armado contra los EE. UU. o los miembros de coalición, cualquier uso legal de fuerza, o cualquier amenaza legal del uso de la fuerza, tenía que ser apoyada con una resolución del Consejo de seguridad de la ONU que autorizara a los Estados miembros para utilizarla en contra de Irak. No obstante, el gobierno de EE. UU. declaró que un ataque armado por Irak ocurrió contra la nación y sus socios de coalición, cuando lo habrían demostrado el intento de asesinato del antiguo presidente de EE. UU. George H. W. Bush en 1993, y el fuego sobre las aeronaves de la coalición ejecutando las zonas de exclusión aérea sobre Irak, desde el acuerdo de alto el fuego de la Guerra del Golfo en 1991. Bajo el Artículo 51 de la Carta de ONU, los EE. UU. se reservaron el derecho a la defensa propia, incluso sin un mandato de la ONU, así se dieron los casos del bombardeo de Irak en junio de 1993 en represalia por el atentado a la vida de Hussein contra el expresidente Bush, y otra vez en 1996 en represalia por Hussein atentando contra aviación americana que patrullaba las zonas de exclusión aérea sobre el norte y el sur de Irak, y el lanzamiento de una mayor ofensiva contra la ciudad de Irbil en Kurdistán iraquí -una vulneración de la Resolución 688 prohibiendo la represión de las minorías étnicas de Irak.
Los gobiernos de Estados Unidos y Reino Unido, junto a otros, también declararon (como está detallado en los primeros cuatro párrafos de la resolución conjunta) que la invasión era enteramente legal porque ya se había autorizado por resoluciones existentes del Consejo de Seguridad de las Naciones Unidas, y debido a una reanudación de hostilidades anterior y temporalmente suspendidas, y no correspondería a una guerra de agresión ya que los Estados Unidos y Reino Unido actuaban como agentes para la defensa de Kuwait en respuesta a la invasión iraquí de 1990. Algunos expertos legales Internacionales, incluyendo la Comisión Internacional de Juristas, el Gremio de Abogados Nacionales de EE. UU., un grupo de 31 profesores de derecho canadienses, y el Comité de Abogados en Política Nuclear de EE. UU., han considerado esta razón jurídica insostenible, concordando con que la invasión no fue apoyada por una resolución de la ONU, y siendo por tanto ilegal.

### Resoluciones de la ONU

#### Resolución 1441
La Resolución 1441 del Consejo de Seguridad de las Naciones Unidas fue aprobada unánimemente el 8 de noviembre de 2002, para dar a Irak "una última oportunidad de cumplir con sus obligaciones de desarme" que habían sido impuestas en varias resoluciones anteriores (resolución 660, resolución 661, resolución 678, resolución 686, resolución 687, resolución 688, resolución 707, resolución 715, resolución 986, y resolución 1284).
La resolución fortaleció el mandato de la Comisión de Control y Verificación de la ONU (UNMOVIC) y el Organismo Internacional de Energía Atómica (IAEA), dándoles autoridad para ir a cualquier lugar, en cualquier momento y contactar a cualquiera para verificar el desarme de Irak.
El texto más importante de Resolución 1441 fue el requerimiento de que Irak "proporcionase a la UNMOVIC y la IAEA acceso inmediato, sin impedimentos, incondicional, y sin restricción a cualquiera y todos los subterráneos, las áreas, instalaciones, edificios, equipamiento, registros, y los medios de transporte que deseen inspeccionar". Sin embargo, el 27 de enero de 2003, Hans Blix, el miembro dirigente del UNMOVIC, dijo que "Iraq parece no haber llegado a una aceptación genuina, ni siquiera hoy, del desarme que se le ha exigido". Blix notó que Irak había fallado en la cooperación de diversas áreas, incluyendo el fracaso de proporcionar seguridad a aviones espía U-2 que los inspectores esperaron utilizar para vigilancia aérea, y la negativa del ingreso a varios sitios de sustancias químicas, biológicas, y de misiles, ante la creencia de que los inspectores estaban participando en espionaje más que desarme (habiendo presentado una declaración armamentística de 12.000 páginas en diciembre de 2002, la cual contuvo poco más que material viejo anteriormente entregado a inspectores). También incluía el fracaso de producir evidencia convincente a los inspectores de ONU sobre haber destruido unilateralmente las reservas de ántrax como lo requería la resolución 687, una década antes de que 1441 fuera aprobada en 2002. El 7 de marzo de 2003, Blix dijo que Irak había hecho un significativo progreso para resolver la cuestión abierta del desarme, pero la cooperación todavía era no "inmediata" e "incondicional" como lo pedido por Resolución del Consejo de Seguridad 1441. Concluyó que tomaría solo meses para resolver las tareas clave de desarme restante. El gobierno de EE. UU. observó esto como ruptura de la resolución 1441 porque Irak no cumplió el requisito de una conformidad "inmediata" e "incondicional".